# Richard Caborn
Richard Caborn (n. 6 octombrie 1943, Sheffield, Anglia, Regatul Unit) este un om politic britanic, membru al Parlamentului European în perioada 1979-1984 din partea Regatului Unit.
1. 1 2 3  TheyWorkForYou
2. 1 2 3  Hansard 1803–2005
3. ↑  Deputații în Parlamentul European